# 阮玉蓮
阮玉蓮（越南语：／；1848年—？年），越南阮朝官員。

## 生平
阮玉蓮是南定省春長府膠水縣行善總行善社（今屬南定省春長縣春鴻社行善村）人，嗣德元年（1848年）出生。同慶元年（1886年），阮玉蓮參加河南場鄉試，考中舉人。成泰元年（1889年），會試中格，庭試考中第三甲同進士出身。後任南策知府。